# Poyols
Poyols là một xã thuộc tỉnh Drôme trong vùng Auvergne-Rhône-Alpes ở đông nam nước Pháp. Xã Poyols nằm ở khu vực có độ cao từ 549-1440 mét trên mực nước biển.